# Eileen Kramer
Pour les articles homonymes, voir Kramer.
Eileen Kramer, née le 8 novembre 1914 à Mosman Bay (Nouvelle-Galles du Sud) et morte le 15 novembre 2024 en Nouvelle-Galles du Sud, est une danseuse, artiste, performeuse et chorégraphe australienne. 
Elle commence par étudier le chant et la musique à Sydney dans les années 1930, mais après avoir assisté à une représentation du Bodenwieser Ballet en 1940, elle décide immédiatement de changer de carrière pour la danse. 
Après avoir rejoint la troupe qui l'avait tant impressionnée, elle fait une tournée en Australie et à l'étranger pendant la décennie suivante. Elle vit et travaille en France et aux États-Unis pendant les soixante années suivantes, avant de retourner en Australie où elle est encore active en juin 2021,,,.

## Biographie

### Jeunesse
Eileen Kramer est née en 1914 et grandit ensuite à Mosman Bay (en) avec un frère. Son père, un vendeur de voitures, commence à montrer des signes d'alcoolisme quand Eileen a environ 10 ans, ce qui conduit sa mère à partir et à déménager secrètement avec les enfants à Coogee (en)trois ans plus tard,. Sa mère se met à travailler comme cliente mystère chez Farmers (maintenant détenue par Myer), un grand magasin de la rue George à Sydney. En 1936, lorsque sa mère se remarie, Eileen quitte la maison familiale et s'installe dans un cottage partagé sur Philip Street où elle reste jusqu'en 1940 et étudie le chant au Conservatoire de musique de Sydney (en). Pour subvenir à ses besoins, elle travaille comme ouvreuse et modèle d'artiste, posant à un moment donné pour Norman Lindsay.
En 1940, sa mère l'emmène à un concert de charité qui comprend une représentation du Beau Danube bleu, interprété par la compagnie de danse de Gertrud Bodenwieser,. Le lendemain, Eileen Kramer cherche à rencontrer Bodenwieser, et après avoir auditionné avec succès et terminé trois ans de formation, elle rejoint la troupe principale de Bodenwieser et commence sa carrière dans la danse professionnelle,.

### Carrière

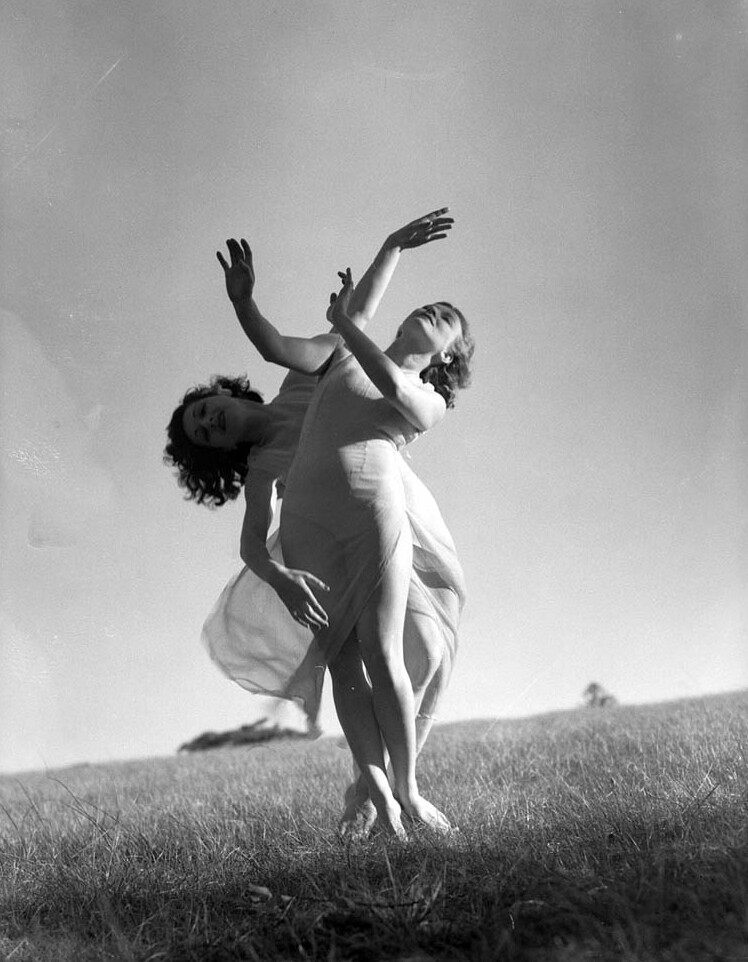
Bodenwieser Ballet dans Centennial Park (Sydney) vers 1939.

Eileen Kramer fait une tournée en Australie avec le Bodenwieser Ballet pendant les 10 années suivantes. Le groupe effectue également des tournées internationales après la guerre en France, en Nouvelle-Zélande, en Afrique du Sud et en Inde.
Après avoir quitté la troupe en 1953, elle voyage en Inde, puis vit et travaille à Paris comme artiste modèle, souvent pour André Lhote et son atelier. C'est là qu'en 1957, à 42 ans, elle rencontre un cinéaste israélo-américain du nom de Baruch Shadmi. Les deux collaborent alors sur un film mixant l'animation et les prises de vues réelles pour lequel elle réalise à la main plus de 400 figurines. Au casino de Dieppe, pendant que Shadmi joue à la roulette, elle rencontre Louis Armstrong qui lui apprend à jouer The Twist. Alors qu'elle travaille sur leur film au milieu des années 1960, Shadmi subit un accident vasculaire cérébral et Kramer met sa carrière en suspens et s'installe à New York pour s'occuper de lui pendant 18 ans, jusqu'à sa mort en 1987,. En 1988, Eileen Kramer reprend sa carrière et déménage à Hinton pour vivre avec un vieil ami de scène, avant de déménager à Lewisburg en 1992. C'est là qu'elle commence une relation de 20 ans avec un « riche veuf du Sud » nommé Bill Tuckwiller,. En 2008, elle auto-édite son premier livre, Walkabout Dancer, un récit de sa vie.
En septembre 2013, après la mort de Tuckwiller, Kramer retourne en Australie à l'âge de 99 ans parce que les kookaburras et l'odeur des gommiers lui manquent.
En 2014, pour marquer son centenaire, elle finance, chorégraphie et interprète une pièce de danse intitulée The Early Ones. En 2015, elle est nommée comme l'une des 100 Women of Influence Awards par The Australian Financial Review et Westpac. En 2017, elle créé un drame dansant A Buddha's Wife, inspirée de ses voyages en Inde, dans le cadre d'une œuvre plus large célébrant sa vie, et soutenue par l'Arts Health Institute. Un portrait, The inner stillness of Eileen Kramer par le plasticien Andrew Lloyd Greensmith, est finaliste du prix Archibald en 2017. En 2017, un portrait d'elle réalisé par la cinéaste Sue Healey est finaliste du Digital Portrait Prize (National Portrait Gallery, Canberra) et finaliste du Blake Prize (Casula Powerhouse Sydney) en 2018. Healey reçoit également le Australian Dance Award for Outstanding Achievement in Film or New media. Ses mémoires, Eileen: Stories from the Phillip Street Courtyard, sont publiées en novembre 2018. En 2019, elle présente un autoportrait pour le prix Archibald, devenant ainsi la plus vieille contributrice au prix.

## Publications
- (en) Walkabout Dancer, Trafford Publishing, 2008 (ISBN 978-1-4251-7359-3)
- (en) avec Tracey Spring, Eileen: Stories from the Phillip Street Courtyard, Melbourne Books, 2018 (ISBN 978-1-9255-5639-1)

## Filmographie
- 2017 : Eileen - court métrage de Sue Healey[18]
- 2019 : The End (en production)[6]